# Condado de Wayne (Nebraska)

O Condado de Wayne é um dos 93 condados do estado norte-americano de Nebraska. A sede do condado é Wayne, que é também a sua maior cidade. O condado tem uma área de 1149 km² (dos quais 0 km² estão cobertos por água), uma população de 9851 habitantes, e uma densidade populacional de 8,9 hab/km² (segundo o censo nacional de 2000). O condado foi fundado em 1870 e o seu nome é uma homenagem a Anthony Wayne (1745-1796), general e estadista.